# Civenna
Civenna is een plaats in de gemeente Bellagio in de Italiaanse provincie Como (regio Lombardije) en telt 668 inwoners (31-12-2004).  Tot januari 2014 was Civenna een zelfstandige gemeente met een oppervlakte van 5,2 km².

## Demografie
Civenna telt ongeveer 318 huishoudens. Het aantal inwoners daalde in de periode 1991-2001 met 0,3% volgens cijfers uit de tienjaarlijkse volkstellingen van ISTAT.
| Jaar | Inwoneraantal |
| ---- | ------------- |
| 1991 | 675           |
| 2001 | 673           |